# Salpingotus heptneri
Salpingotus heptneri is een zoogdier uit de familie van de jerboa's (Dipodidae). De wetenschappelijke naam van de soort werd voor het eerst geldig gepubliceerd door Vorontsov & Smirnov in 1969.